# Chilasa paradoxa
Chilasa paradoxa is een vlinder uit de familie van de pages (Papilionidae). De wetenschappelijke naam van de soort is voor het eerst geldig gepubliceerd in 1831 door Julius Leopold Theodor Friedrich Zincken.

## Verspreiding en leefgebied
Deze vlindersoort komt voor van India, Myanmar, Thailand, Laos, Cambodja en Indonesië tot de Filipijnen.

## Ondersoorten
- Chilasa paradoxa paradoxa
- Chilasa paradoxa aenigma (Wallace, 1865)
- Chilasa paradoxa melanostoma (Jordan, 1909)
- Chilasa paradoxa niasicus (Rothschild, 1895)
- Chilasa paradoxa telearchus (Hewitson, 1852)
- Chilasa paradoxa telesicles (C. & R. Felder, 1864)